# Río Chilpus
Der Río Chilpus ist ein 50 km langer linker Nebenfluss des Río Huallaga in der Provinz Mariscal Cáceres der Region San Martín im zentralen Norden Perus.

## Flusslauf
Der Río Chilpus entspringt an der Ostflanke der peruanischen Zentralkordillere an der westlichen Grenze des Distrikts Campanilla. Das Quellgebiet liegt auf einer Höhe von etwa 2500 m an der Wasserscheide zum weiter westlich fließenden Río Abiseo. Der Río Chilpus fließt anfangs 10 km nach Osten, anschließend nach Nordosten und schließlich ab Flusskilometer 18 erneut nach Osten. Der Río Chilpus mündet auf einer Höhe von ungefähr 347 m in den Río Huallaga. Dieser kommt von Süden und wendet sich unmittelbar unterhalb der Mündungsstelle des Río Chilpus nach Nordosten und durchschneidet auf den folgenden Kilometern einen in NNW-SSO-Richtung verlaufenden Höhenkamm. Wenige Meter oberhalb des Río Chilpus mündet der weiter südlich fließende Río Valle in den Río Huallaga. Etwa einen Kilometer weiter südlich befindet sich am linken Flussufer des Río Huallaga die Siedlung El Valle.

## Einzugsgebiet
Der Río Chilpus entwässert ein Areal von etwa 370 km². Dieses liegt vollständig im Distrikt Campanilla. Im Südosten grenzt das Einzugsgebiet des Río Chilpus an das des Río Valle, im Südwesten an die Einzugsgebiete von Río Sion und Río Chambirayacu sowie im Westen und im Norden an das Einzugsgebiet des Río Abiseo.

## Ökologie
Das Einzugsgebiet des Río Chilpus ist größtenteils mit Bergregenwald bedeckt. Der Bereich im äußersten Westen des Einzugsgebietes liegt innerhalb des regionalen Schutzgebietes Bosques de Shunté y Mishollo und grenzt an den weiter westlich gelegenen Nationalpark Río Abiseo. Entlang dem Unterlauf des Río Chilpus wurden kleinere Parzellen gerodet und zu landwirtschaftlichen Nutzflächen umgewandelt.